# Hayat Mirshad
Hayat Mirshad (nascida em 1988) é uma jornalista feminista libanesa, activista e cofundadora do coletivo feminista sem fins lucrativos FE-MALE. Ela é formada em literatura inglesa pela Universidade Libanesa e num curso de género em desenvolvimento humano e ajuda humanitária pela Universidade Americana de Beirute.

## Activismo
Hayat Mirshad fundou o primeiro programa de rádio feminista no Líbano em 2012, chamado "Sharika wa Laken" (Um Parceiro Ainda Desigual). Em 2007, ela cofundou o coletivo feminista sem fins lucrativos FE-MALE, do qual continua co-diretora. Ela é também o chefe de comunicações no Mulheres da Junta Democrática e um membro da Mulheres da ONU Género Juventude Inovação Agora.

## Prémios
Em 2020, Mirshad foi reconhecida pela BBC como uma das 100 mulheres influentes e inspiradoras do ano pelo seu trabalho como diretora de FE-MALE.